# Kulpjärv
Kulpjärv (est. Kulpjärv) – jezioro w gminie Illuka, w prowincji Virumaa Wschodnia, w Estonii. Położone jest na terenie obszaru chronionego krajobrazu Kurtna (est. Kurtna maastikukaitseala). Ma powierzchnię 0,6 hektarów, linię brzegową o długości 288 m, długość 100 m i szerokość 90 m. Jest otoczone lasem. Jest jednym z 42 jezior wchodzących w skład pojezierza Kurtna (est. Kurtna järvestik). Sąsiaduje z jeziorami Kastjärv, Konnajärv, Pannjärv, Lusikajärv, Liivjärv, Rääkjärv.